# Иельпо, Марио
Марио Иельпо (итал. Mario Ielpo; 8 июня 1963, Рим) — итальянский футболист.
Победитель Лиги чемпионов УЕФА в составе «Милана».

## Карьера
Свою профессиональную карьеру в 1981 году, подписав контракт с римским «Лацио». Проведя один сезон в составе «Сиены» на правах аренды, в 1985 году вернулся обратно.
В 1987 году Марио подписал контракт с «Кальяри», где играл до 1993 года.
После этого он перешёл в «Милан», с которым он завоевал все свои значительные титулы, в том числе, Лигу чемпионов и Суперкубок УЕФА.
В 1996 году Марио перешёл в «Дженоа», в которой он закончил свою профессиональную карьеру в 1998 году.

## Достижения
«Милан»
- Лига чемпионов УЕФА: 1993/94
- Суперкубок УЕФА: 1994
- Чемпион Италии: 1993/94, 1995/96
- Суперкубок Италии: 1993, 1994